# Dusona nursei
Dusona nursei là một loài tò vò trong họ Ichneumonidae.